# Дашково (Московская область)
Дашково — деревня в городском округе Шаховская Московской области.

## География
Деревня расположена в западной части округа, примерно в 10 км к юго-западу от райцентра Шаховская, высота центра над уровнем моря 236 м. Ближайшие населённые пункты — Муриково в 1,5 км на северо-восток и Пыщерово в 1,8 км на восток.

## История
В середине XIX века деревня Дашково относилось к 1-му стану Волоколамского уезда Московской губернии и принадлежала Александру Михайловичу Безобразову. В деревне было 37 душ мужского пола и 48 душ женского.
В «Списке населённых мест» 1862 года — владельческая деревня 1-го стана Волоколамского уезда Московской губернии по правую сторону Московского тракта, шедшего от границы Зубцовского уезда на город Волоколамск, в 36 верстах от уездного города, при колодце, с 22 дворами и 96 жителями (44 мужчины, 52 женщины).
По данным на 1890 год входила в состав Муриковской волости, число душ мужского пола составляло 46 человек.
Постановлением президиума Моссовета от 24 марта 1924 года Муриковская волость была включена в состав Судисловской волости.
По материалам Всесоюзной переписи населения 1926 года — центр Дашковского сельсовета, проживало 84 человека (38 мужчин, 46 женщин), насчитывалось 15 крестьянских хозяйств.
С 1929 года — населённый пункт в составе Шаховского района Московской области.
1994—2006 гг. — деревня Волочановского сельского округа Шаховского района.
2006—2015 гг. — деревня сельского поселения Степаньковское Шаховского района.
2015 г. — н. в. — деревня городского округа Шаховская Московской области.

## Население
| 1859 | 1926 | 2002 | 2006 | 2010 |
| ---- | ---- | ---- | ---- | ---- |
| 96   | ↘84  | ↘3   | ↘1   | ↗3   |

## Инфраструктура
Личное подсобное хозяйство с зоной сельскохозяйственного использования, индивидуальная застройка усадебного типа.
В 1913 году — 16 дворов, в 1926 году насчитывалось 15 крестьянских хозяйств.

## Транспорт
Деревня доступна автотранспортом.  